# Мафия!
«Мафия!» (англ. Mafia!; оригинальное название — Jane Austen’s Mafia!, что в переводе означает Мафия Джейн Остин!) — пародийная комедия на гангстерские фильмы, в частности трилогию «Крёстный отец», «Лицо со шрамом», «Казино», а также на фильмы других жанров, к примеру, «Форрест Гамп» и некоторые другие. Последний фильм, в котором снялся Ллойд Бриджес.
Это также последний фильм, который снял Джим Абрахамс до своей смерти, в ноябре 2024 года.

## Сюжет
Главный герой Дон Винченцо Кортино — глава удивительно неорганизованной преступной группировки. В результате мафиозных разборок на крестного отца совершается коварное покушение — в него стреляют 47 раз, и это заставляет Дона Кортино задуматься о смысле жизни.
Патриарху криминального мира нужен достойный преемник, который сможет окончательно дезорганизовать преступность в стране. У синьора Винченцо два сына: один — отважный герой войны, другой — законченный психопат и наркоман. Кого же выберет мудрый Дон?…

## В ролях
- Джей Мор — Энтони «Тони» Кортино
- Кристина Эпплгейт — Диана Стин
- Олимпия Дукакис — София
- Ллойд Бриджес — Винченцо Кортино
- Билли Берк — Джои Кортино
- Джо Витерелли — Доминик Кламато
- Винсент Пасторе — Горгони
- Марисоль Николс — Карла
- Кэрол Энн Сьюзи — Жена Кламато